# Distrito de Wasseramt
El distrito de Wasseramt es uno de los diez distritos del cantón de Soleura (Suiza), situado al sur del cantón. Tiene una superficie de 76,62 km². La capital del distrito es Kriegstetten. Wasseramt hace parte junto con el distrito de Bucheggberg de la prefectura o círculo electoral de Bucheggberg-Wasseramt.

## Geografía
El distrito de Wasseramt limita al norte con los distritos de Soleura y Lebern, al este con Alta Argovia (BE), al sur con Emmental (BE), y al oeste con Bucheggberg. 

## Comunas
| Distrito de Wasseramt  | Distrito de Wasseramt  | Distrito de Wasseramt |
| Comunas                | Población (31.12.2014) | Superficie km²        |
| ---------------------- | ---------------------- | --------------------- |
| Aeschi                 | 1242                   | 5.42                  |
| Biberist               | 8261                   | 12.24                 |
| Bolken                 | 575                    | 2.13                  |
| Deitingen              | 2250                   | 7.63                  |
| Derendingen            | 6267                   | 5.62                  |
| Etziken                | 778                    | 3.38                  |
| Gerlafingen            | 4913                   | 1.91                  |
| Halten                 | 866                    | 1.85                  |
| Heinrichswil-Winistorf | Parámetro no válido    | 3.10                  |
| Hersiwil               | Parámetro no válido    | 1.41                  |
| Horriwil               | 864                    | 2.60                  |
| Hüniken                | 85                     | 1.01                  |
| Kriegstetten           | 1272                   | 1.13                  |
| Lohn-Ammannsegg        | 2659                   | 4.46                  |
| Luterbach              | 3394                   | 4.54                  |
| Obergerlafingen        | 1121                   | 1.52                  |
| Oekingen               | 812                    | 2.45                  |
| Recherswil             | 1777                   | 3.33                  |
| Subingen               | 3057                   | 6.22                  |
| Zuchwil                | 8772                   | 4.67                  |
| Total (20)             | 49 714}}               | 76.62                 |

## Cambios desde 2000

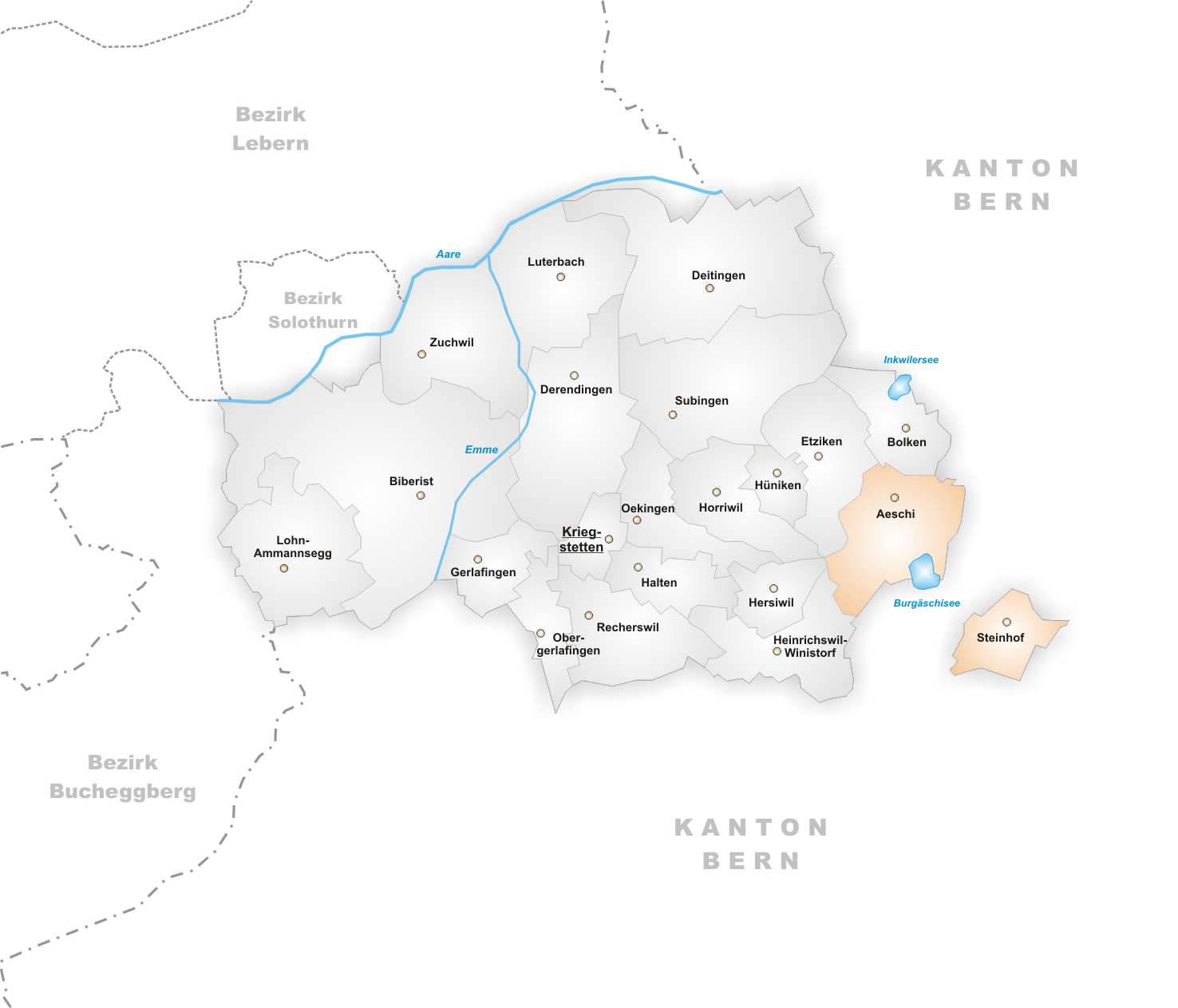
Comunas hasta 2011

### Fusiones
- 2012 Aeschi y Steinhof → Aeschi